# Bàscara
Bàscara est une commune d'Espagne dans la communauté autonome de Catalogne, province de Gérone, de la comarque d'Alt Empordà

## Histoire
C'est à proximité de Bàscara qu'eu lieu le combat de la Fluvia le 14 juin 1795 (26 prairial de l'an III)

## Lieux et monuments
- Fortifications de la ville ;
- Château de Bàscara ;
- Château de Calabuig ;
- Château d'Orriols ;
- Église paroissiale de Saint-Assiscle ;
- Église de Saint-Féliu ;
- Moulin de Calbuig.